# 成瘾剂量
《成瘾剂量》（英語：Dopesick）是一部由丹尼·史壯创作的美國剧情類型的網絡電視迷你劇集。本剧改編自贝丝·梅西非小说类书籍《成瘾剂量：经销商、医生和让美国人上瘾的毒品公司》。本剧的前三集于2021年10月13日在Hulu首播。

## 概要
本剧关注“全美与阿片类药物成瘾斗争的热点地区”，尤其是药物奥施康定（羟考酮）。

## 演員與角色

### 主要角色
- 米高·基頓 饰 Dr. Samuel Finnix
- 彼得·賽斯嘉 饰 Rick Mountcastle
- 麥可·斯圖巴 饰 理查德·萨克勒（英语：Richard Sackler）
- 威爾·普爾特 饰 Billy Cutler
- 约翰·胡热那克（John Hoogenakker） 饰 Randy Ramseyer
- 凯特琳·德弗 饰 Betsy Mallum
- 罗莎里奥·道森 饰 Bridget Meyer

### 常設角色
- 傑克·麥克道曼 饰 约翰·L·布朗利（英语：John L. Brownlee）
- 雷·麥金農（英语：Ray McKinnon (actor)） 饰 Jerry Mallum
- 克利欧佩特拉·科尔曼（英语：Cleopatra Coleman） 饰 Grace Pell
- 勞爾·埃斯帕扎 饰 Paul Mendelson
- 威爾·切斯 饰 Michael Friedman
- 菲莉帕·蘇 饰 Amber Collins
- 梅尔·温宁厄姆 饰 Diane Mallum
- Lawrence Arancio 饰 雷蒙德·薩克勒（英语：Raymond Sackler）
- 潔米·雷·紐曼（英语：Jaime Ray Newman） 饰 Kathe Sackler
- Arischa Conner 饰 Leah Turner
- Ian Unterman 饰 Jonathan Sackler
- Brendan Patrick Connor 饰 Howard Udell
- Andrea Frankle 饰 伊丽莎白·萨克勒（英语：Elizabeth Sackler）
- Winsome Brown 饰 Theresa Sackler
- 艾伦·坎贝尔 饰 Dr. Paul Goldenheim
- 麗貝卡·威索基（英语：Rebecca Wisocky） 饰 Cynthia McCormick
- 梅根·費（英语：Meagen Fay） 饰 Sister Beth Davies
- 特雷弗·隆恩（英语：Trevor Long (actor)） 饰 魯迪·朱利安尼

## 迴響

### 評價
於爛番茄整合的評論中，獲得86%的新鮮度、平均得分7.4/10（59名評論家），評論家共識：“《成瘾剂量》有时会在其主题下的过于沉重，但是米高·基頓和凯特琳·德弗的出色表演，以及对受阿片类药物危机影响的真实人物的同情心，使该剧令人痛心。”於Metacritic整合的評論中，獲得了68分（滿分100；25名評論家），屬于普遍好评。

### 荣誉
| 年度 | 獎項                 | 類別                             | 入圍者       | 結果 | 來源  |
| ---- | -------------------- | -------------------------------- | ------------ | ---- | ----- |
| 2022 | 第79届金球奖         | 最佳迷你劇集及電視電影           | 《成瘾剂量》 | 提名 | [ 5 ] |
| 2022 | 第79届金球奖         | 限定剧及电视电影最佳男主角       | 米高·基頓    | 獲獎 | [ 5 ] |
| 2022 | 第79届金球奖         | 影集有限剧集及电视电影最佳女配角 | 凯特琳·德弗  | 提名 | [ 5 ] |
| 2022 | 第28届美国演员工会奖 | 迷你劇與電視電影類最佳男演員     | 米高·基頓    | 獲獎 | [ 6 ] |

## 資料來源
1. ↑  Cordero, Rosy. . Deadline Hollywood. 2021-08-06  [2021-08-06]. （原始内容存档于2021-08-06）.
2. ↑  Schwartz, Ryan. . 電視線. 2020-06-17  [2020-06-17]. （原始内容存档于2020-11-17）.
3. ↑  . Rotten Tomatoes. Fandango Media.   [2021-11-28].
4. ↑  . Metacritic. Red Ventures.   [2021-11-15].
5. ↑  Swift, Andy. . 電視線. 2022-01-09  [2022-01-10]. （原始内容存档于2022-01-24）.
6. ↑  Moreau, Jordan. . Variety. 2022-01-12  [2022-01-12]. （原始内容存档于2022-01-12）.

## 外部連結
- 互联网电影数据库（IMDb）上《成瘾剂量》的资料（英文）